# Phytomyza subrostrata
Phytomyza subrostrata är en tvåvingeart som beskrevs av Frey 1946. Phytomyza subrostrata ingår i släktet Phytomyza och familjen minerarflugor.
Artens utbredningsområde är Finland. Arten är reproducerande i Sverige. Inga underarter finns listade i Catalogue of Life.